# جامعة مومباي
جامعة مومباي (بالهندية: मुंबई विश्वविद्यालय) و(بالمراثية: मुंबई विद्यापीठ) هي جامعة هندية عامة تقع في مدينة مومباي، تأسست في 18 يوليو 1857 أيام الاستعمار البريطاني على يد المبشر المسيحي الإسكتلندي جون ويلسون. تعتبر جامعة مومباي واحدة من أعرق الجامعات في الهند، كما خرجت الجامعة مشاهير السياسيين والممثلين.

## الكليات

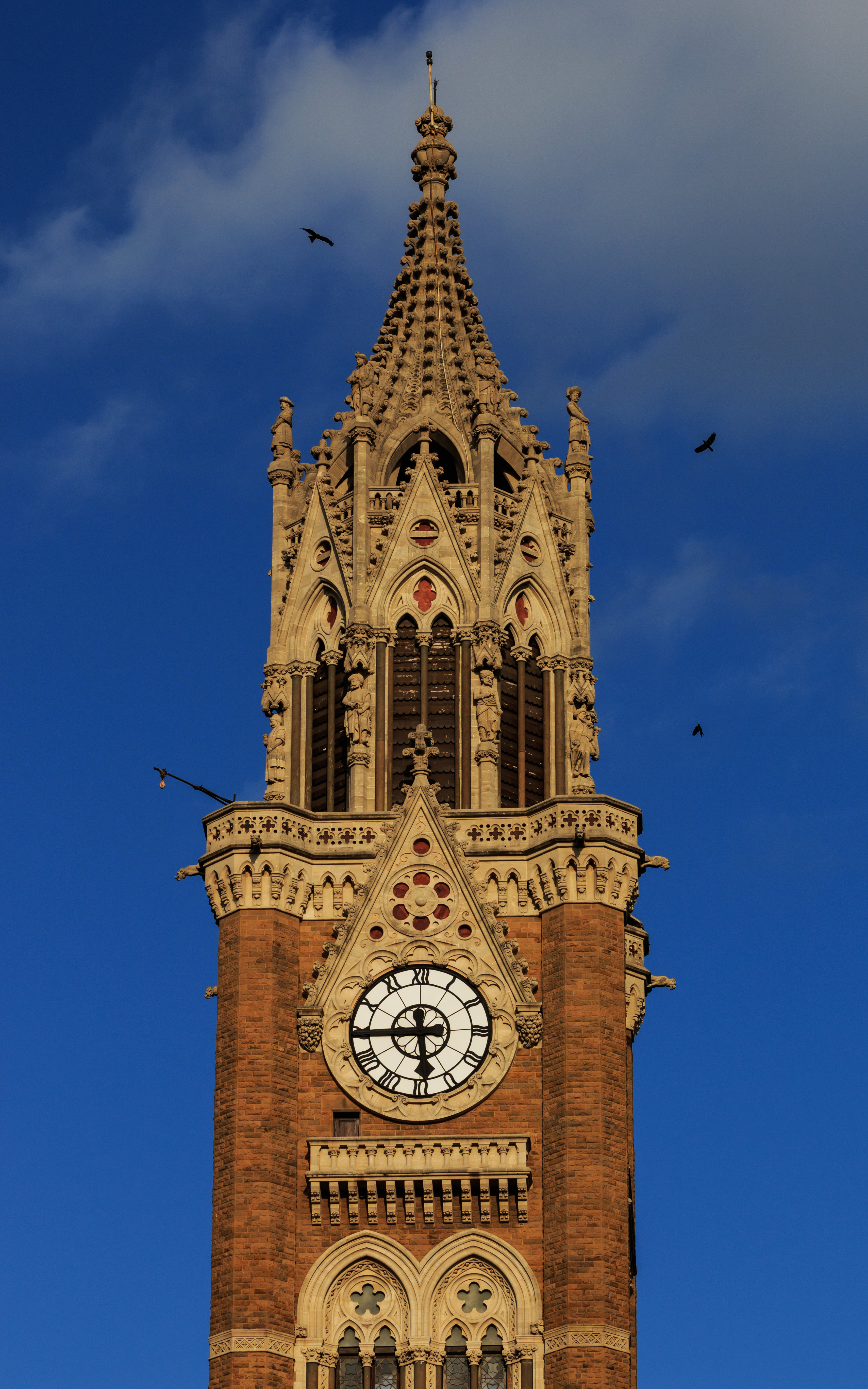
برج راجاباي (برج الساعة)

- كلية الآداب
- كلية التجارة
- كلية العلوم
- كلية التكنولوجيا
- كلية القانون
- كلية الرياضة

## أشهر خريجي الجامعة
- آيشواريا راي (ممثلة وملكة جمال العالم عام 1994)
- سوناكشي سينها (ممثلة)
- سونام كابور (ممثلة)
- عمران هاشمي (ممثل)
- كارينا كابور (ممثلة)
- كلام أنجي ريدي (رجل أعمال)
- لارا دوتا (ممثلة)
- محمد علي جناح (مؤسس دولة باكستان)
- هارين غاندي (مهندس ومخترع أمريكي من أصل هندي)